# Caribou Lake (Chiblow Lake)
Caribou Lake är en sjö i Algoma District i provinsen Ontario i den sydöstra delen av Kanada. Sjön har sitt utlopp i söder och vattnet rinner ett par hundra meter till Chiblow Lake. Caribou Lake tillhör Blind Rivers avrinningsområde.